# Maiasmokk
A Maiasmokk kávéház Észtország fővárosában, Tallinnban. Ez Észtország legrégebbi működő kávéháza, amely jelenlegi formájában 1864-től létezik. A biedermeier belső terét egy évszázada alakították ki és azóta változatlan. Tallinn óvárosában, a Pikk utca 16. szám alatt, a Pikk utca és a Pühivaimu utca sarkán található. A kávéház 2010 óta a Kalev édesipari vállalat tulajdonában van és a cég marcipánmúzeumának is helyet ad.

## Története
A mai kávéház helyén álló épületben 1806-ban nyitott édes termékeket kínáló pékséget Lorenz Cavietzel, majd fia vitte tovább az üzletet 1823-tól. Ő azonban 1935-ben elköltözött Rigába és megszüntette az üzletet, amelynek ezután Johann Seegrön, később Conrad Raeper lett a tulajdonosa.
Az épületet 1864-ben Georg Stude balti német cukrász vásárolta meg, aki Narvából költözött Tallinnba (akkori nevén Reval). Ő a Pikk utca és a Pühivaimu utca sarkán lévő épületet is megvette. Később a két házat egyesítette és átépítette, így alakult ki a napjainkban is látható épület, amely a műhelyek mellett már a kiszolgáló résznek is tágas teret biztosított. Ezzel jött létre a napjainkban is működő Maiasmokk kávéház. Stude elsősorban festett marcipántermékeiről volt ismert. A 19. század második felében az orosz cári családnak és a szentpétervári cári udvarnak is szállítója volt. 1912-től Georg Stude fia, Georg Ferdinand Stude vitte tovább az üzletet. 1913-ban átépítették a belső terét, akkor kapta a napjainkban is látható elegáns, biedermeier stílusú megjelenést. A kávéház emeleti részé a Stude család használta lakásként.
1940-ben, a szovjet megszállást követően elkezdődött az édesipari cégek államosítása. Elsőként a Brandmann és a Riola cukrászati üzemet államosították és vonták össze, ezekből jött létre a Karamell cukrászati üzem (Kompvekitehas Karamell). 1941-ben ehhez csatolták Stude cukrászati cégét is. A marcipán és csokoládérészleg a Karamell másik egységéhez került, míg a süteménykészítő részleg a cukrászda Pikk és a Pühivaimu utca sarkán lévő régi épületében maradt. 1947–1952 között a kávéház emeleti részén, a Stude család egykori lakásában az Eesti naine (Észt nő) című újság szerkesztősége működött.
1958-ban a Karamell céget beolvasztották a Pärnuban 1957-ben megnyitott Uus Kalev (Új Kalev) édesipari vállalatba, majd ezt 1962-ben összevonták a Kalev édesipari vállalattal, amely így Stude egykori cukrászműhelyének marcipán- és csokoládérészlegét is magában foglalta. A Pikk utca és Pühivaimu utca sarkán lévő épületben továbbra is működött a cukrászda, amely 1984-ben kapta a napjainkban is használt Maiasmokk nevet. Ebben az időszakban az emeleten egy népszerű étterem is működött.
Észtország függetlenné válása után a kávéházat az 1997-ben bejegyzett AÜ Maiasmokk cég üzemeltette. Hét évvel később, 2004-ben a Kalev édesipari vállalat szerzett többségi részesedést az üzemeltető cégben. 2007-ben a marcipángyártás visszakerült a kávéház épületébe. 2010-ben a kávéház addig Tallinn városának tulajdonában lévő épületét is megvásárolta árverésen a Kalev cég. Az AÜ Maiasmokk cég napjainkban az AS Kalev cég leányvállalataként működik.
2006-ban az Észt Posta ünnepi bélyegsorozatot adott ki, amellyel Lorentz Cavietzel édes péksüteményeket árusító pékségének, a későbbi Maiasmokk kávéház 1806-os megnyitása alkalmából az észt édesipar létrejöttének 200 éves évfordulójáról emlékeztek meg.

## Jellemzői
A kávézó az épület két szintjén, a földszinten és az 1. emeleten működik, összesen 200 fő befogadására alkalmas, ebből az emeleti rész 75 személyes. Az emeleti részen egy tízszemélyes különterem (Stude-szoba) és egy hétszemélyes különterem is található. A termékeket (süteményeket, tortákat) helyben készítik. A kávézó minden nap 9:00–21:00 között tart nyitva.
2000-ben nyitották meg a Kalev Marcipánmúzeumot (vagy Kalev marcipánszoba), amelyet a kávéház egyik termében alakítottak ki. A múzeumban, ahol közel 200 marcipánfigura található, a marcipánkészítés észtországi történetét mutatják be. A kiállítás mellett a múzeumban a marcipánkészítéshez kapcsolódó előadásokat és marcipánfestési bemutatókat is tartanak.